# New Orleans Pelicans
New Orleans Pelicans (New Orleans Hornets fins a 18 d'abril de 2013) és una franquícia de l'NBA amb seu a Nova Orleans, Louisiana. Participa en la Divisió Sud-oest de la Conferència Oest de la competició. Disputen els seus partits com a locals a l'Smoothie King Center. Els Pelicans van ser fundats com New Orleans Hornets l'any 2002 quan el propietari dels Charlotte Hornets, George Shinn, va recol·locar la franquícia a Nova Orleans.
A causa dels danys causat per l'Huracà Katrina el 2005, l'equip va ser traslladat provisionalment a Oklahoma City, on va jugar dues temporada sota la denominació New Orleans/Oklahoma City Hornets. Van tornar definitivament a Nova Orleans per la temporada 2007-08. El 24 de gener de 2013, la franquícia va anunciar que canviaria el seu nom pel de Pelicans al final d'aquesta temporada. El nom, història i rècords de l'equip entre 1988 i 2002 van tornar a la ciutat original quan els Charlotte Bobcats es van convertir en Charlotte Hornets el maig de 2014.
Des del trasllat des de Carolina del Nord a Louisiana, els Pelicans acumulen un registre de 528 victòries i 604 derrotes, i s'han classificat sis vegades pels Playoffs. El seu major assoliment fins al moment és un títol de divisió guanyat el 2008 i la classificació fins a les semifinals de Conferència aquesta mateixa temporada.

## Història de la franquícia
- New Orleans Hornets (2002–2005)
- New Orleans/Oklahoma City Hornets (2005–2007)
- New Orleans Hornets (2007–2013)
- New Orleans Pelicans (2013-present)

### Abandonant Charlotte
Mentre que els Hornets continuaven amb un equip competitiu, l'assistència del públic al pavelló va descendir dramàticament, en gran part per Shinn. En la major part de principi del segle xxi, els Hornets van atènyer les últimes posicions en assistència, un gran contrast en relació als seus primers anys en la lliga.
Shinn cada vegada estava més descontent amb el Charlotte Coliseum, i va donar un ultimàtum a la ciutat perquè en construïssin un de nou, sota l'amenaça de mudar el club a una altra ciutat en cas contrari. Charlotte en principi s'hi va negar, i Shinn va pensar en el trasllat a Norfolk, Louisville, St. Louis o Memphis. Havia de traslladar-se a alguna de les quatre ciutats, i solament St. Louis comptava amb un mercat de mitjans de comunicació més gran que Charlotte en aquells dies.
Finalment, es va planificar un nou pavelló al centre de la ciutat (el que finalment serà el Charlotte Bobcats Arena, actualment conegut com el Time Warner Cable Arena) i Shinn va retirar la seva sol·licitud de traslladar el club.

### Nova Orleans

#### 2002-04: L'NBA torna a Nova Orleans

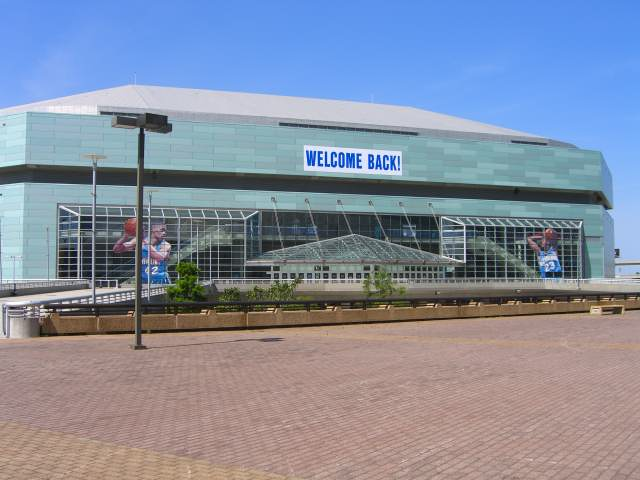
New Orleans Arena, primer pavelló de l'equip a Nova Orleans.

El 30 d'octubre de 2002, els nous New Orleans Hornets debutaven contra Utah Jazz, curiosament equip que antigament es feia anomenar New Orleans Jazz, i van vèncer per 100-75. Durant el descans d'aquest partit, se li va retirar el dorsal al mort Pete Maravich. Amb aquesta victòria va començar a una sèrie d'11 victòries consecutives a casa, la millor en la història del club. Després de la bona arrencada, Campbell es va lesionar i Magloire va haver de fer de pivot titular, complint de tal manera que els Hornets van optar per traspassar Campbell als Seattle SuperSonics i donar a Magloire la titularitat definitiva. Campbell no va ser l'únic jugador castigat per les lesions durant aquesta temporada, ja que Davis va començar a tenir problemes d'esquena i lesions de genoll i va haver d'absentar-se en 32 partits. Mashburn va tornar després d'una temporada anterior plagada de lesions i malalties, jugant els 82 partits de temporada regular i va disputar a més l'All-Star Game de 2003. Va liderar a l'equip en anotació amb 21,6 punts i va ser segon en assistències amb 5,6 per nit.
Era la primera temporada regular de l'NBA a Nova Orleans en disset anys, encara que anteriorment s'hi van jugar alguns partits d'exhibició a la ciutat en aquest temps, i fins i tot Charlotte Hornets va jugar al New Orleans Arena el 2000. Per quart any consecutiu es van classificar pels playoffs, però van ser eliminats de nou pels Philadelphia 76ers en sis partits. Mashburn va tornar a perdre els playoffs per lesió.
En principi existien certes preocupacions per l'assistència del públic al pavelló amb una capacitat de només 11.000 entrades. Després de la campanya, l'entrenador Paul Silas va acabar contracte i no va ser renovat. Tim Floyd es va encarregar de substituir-lo, i amb ell les coses van anar bé al principi. Van començar la temporada amb un magnífic 17-7, però van finalitzar 41-41. Mashburn va tornar a ser castigat per les lesions pel que solament va participar en 19 partits durant la campanya. Davis va rendir com millor sabia, guanyant els premis al millor jugador del mes a l'octubre i novembre i finalitzant sisè en anotació a l'NBA, primer en robatoris de pilota, quart en assistències i vuitè en minuts jugats. La gran sorpresa va ser Magloire, que va debutar a l'All-Star Game i va ser el més destacat de l'Est, finalitzant el duel com a màxim anotador de l'equip amb 19 punts i segon en rebots amb 8 en 21 minuts de joc. Al llarg de la temporada regular, «Big Cat» Magloire va fer una mitjana dels millors números de la seva carrera; 13,6 punts i 10,6 rebots per partit amb 45 dobles-dobles. Al costat del canadenc, Davis també va jugar l'All-Star, sent el primer duet dels Hornets a aconseguir-ho des de Johnson-Mourning el 1995. En la primera ronda dels playoffs, els Hornets van ser eliminats per uns Miami Heat liderats pel rookie Dwyane Wade, en set durs partits on cada conjunt va guanyar les seves respectives trobades a casa. Amb aquesta sèrie va finalitzar la sortida a l'Est.

#### 2004-05: Problemes a l'Oest
En finalitzar la temporada, Floyd va ser acomiadat i es va fitxar Byron Scott com a substitut. A causa de l'entrada dels Charlotte Bobcats a l'NBA, els Hornets van haver de ser traslladats a la Divisió Sud-oest de la Conferència Oest, aparellats amb San Antonio Spurs, Dallas Mavericks, Houston Rockets i Memphis Grizzlies. En una temporada marcada per les lesions de les estrelles Davis, Magloire i Mashburn, un començament de 0-8 es va convertir ràpidament en un 2-29, el que va fer periller fins i tot el rècord de menys victòries en una temporada que ostenten els 76ers amb 9. L'equip va començar a millorar el gener i el febrer gràcies al joc del base Dan Dickau, acabant el curs amb 18 victòries i 64 derrotes, segon pitjor rècord de la lliga empatat amb els Bobcats i per darrere dels Atlanta Hawks. Com a conseqüència del fracàs de la campanya, es va buscar sortida als jugadors més veterans de l'equip, com eren Davis i Mashburn. Es va contractar Jimmy Jackson dels Houston Rockets, encara que mai va arribar a jugar amb els Hornets, com que va ser traspassat als Phoenix Suns per Maciej Lampe, Casey Jacobsen i Jackson Vroman. En un any de reconstrucció, una de les poques bones notícies de l'equip van ser els joves talents com J.R. Smith i Boštjan Nachbar. Malgrat la mala temporada, la sort els va somriure en el Draft de 2005, per seleccionar el base Chris Paul en la quarta posició.

#### 2005-07: Huracà Katrina i Oklahoma City

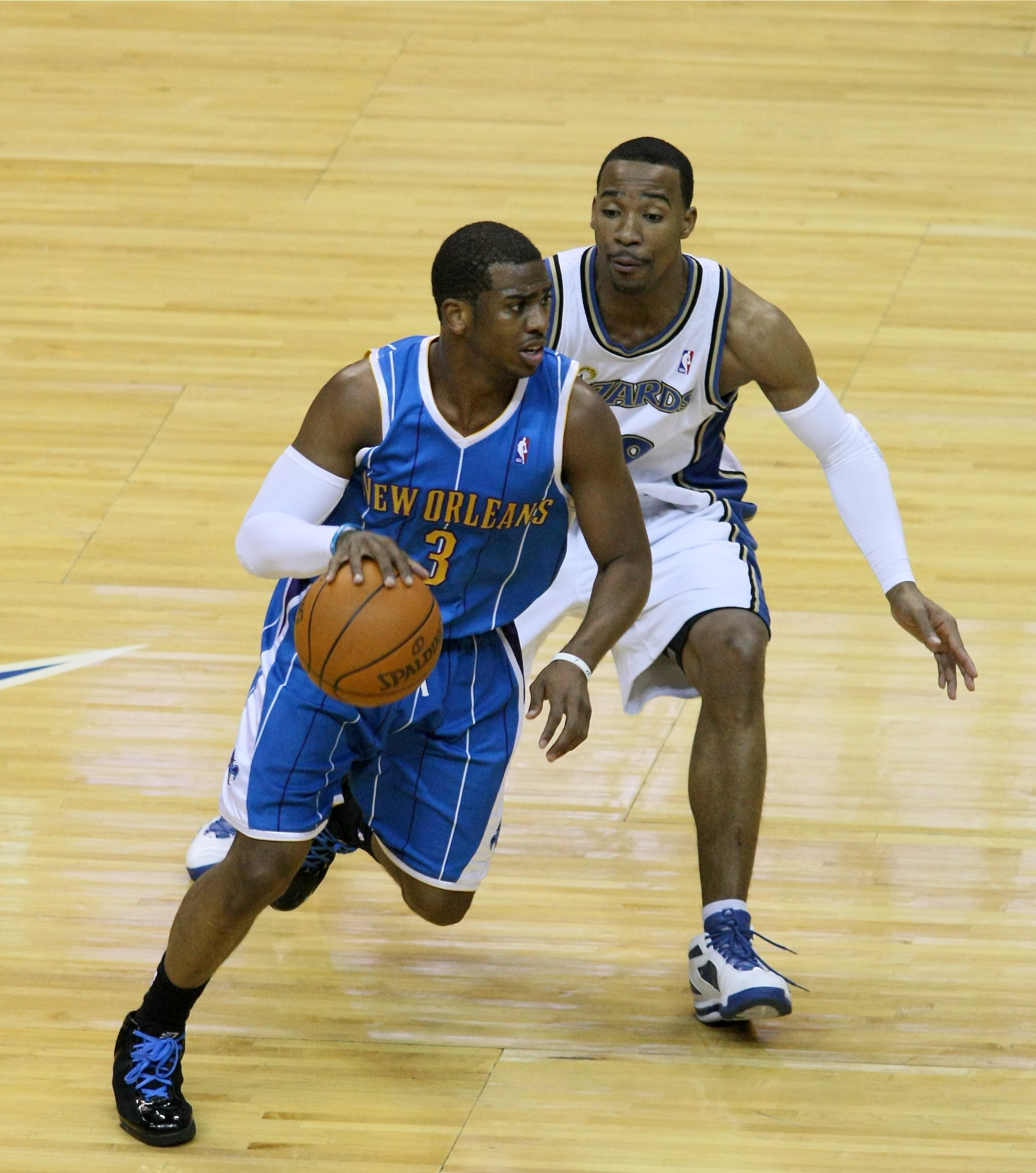
Chris Paul va ser nomenat Rookie de l'Any de 2006.

A causa de la catàstrofe de l'Huracà Katrina sobre les ciutats del sud-est de Louisiana, New Orleans Hornets va haver de traslladar la base d'operacions a Oklahoma City per a les temporades 2005-06 i 2006-07. Durant la primera temporada, els partits a casa els van haver de disputar a dues localitats, a Oklahoma City (durant 36 partits) i a Nova Orleans (encara que també van jugar a Norman (Oklahoma), i a Baton Rouge (Louisiana), al Lloyd Noble Center de la Universitat d'Oklahoma i en el Pete Maravich Assembly Center de Louisiana State respectivament). Es van entrenar a Oklahoma City al Sawyer Center de la Universitat Southern Nazarene, mentre que els partits els disputaven al Ford Center.
Els Hornets van començar la temporada 2005-06 millor de l'esperat, excepte en el cas de Chris Andersen, que va ser sancionat per la lliga durant dos anys per violar les normes contra la droga. En aquest període, els Hornets es van arribar a col·locar sisens a l'Oest, però una mala ratxa, en la qual van perdre 12 partits de 13, no van poder accedir als playoffs. En un partit davant Los Angeles Clippers, van batre el rècord de menys punts en una part, amb només 16 en el segon temps. Al final de curs, van acabar en el desè lloc de l'Oest amb un balanç de 38-44 i a sis partits de guanyar la postemporada. Malgrat el rècord negatiu, la temporada va ser un succés, com que Chris Paul es va alçar amb el Rookie de l'Any i Scott va acabar cinquè en la votació del Millor Entrenador de l'Any. Paul a més va igualar un rècord en aconseguir sis vegades el premi al millor rookie del mes en la seva conferència, assoliment que solament han collit Carmelo Anthony, LeBron James, Tim Duncan i David Robinson. El base va liderar els rookies en punts, assistències, robatoris de pilota, minuts, dobles-dobles i triples-dobles, participant en el Rookie Challenge i figurant en tercera posició en el Skills Challenge de l'All-Star Weekend de 2006. David West, un dels homes més destacats dels Hornets durant la campanya, va liderar els Hornets en punts amb 17,1 per partit i va aportar 7,4 rebots, finalitzant a més segon en la carrera pel Jugador Més Millorat, i el base Claxton va optar fins al final pel premi al Millor Sisè Home.
En la primera ronda del Draft de 2006, els Hornets van seleccionar a Hilton Armstrong i Cedric Simmons, i en la segona ronda al brasiler Marcus Vinicius. A l'estiu, van traspassar a J.R. Smith i P.J. Brown als Chicago Bulls per Tyson Chandler, i van permetre al base Speedy Claxton signar com agent lliure amb els Atlanta Hawks. Com a recanvi, van fitxar als bases Bobby Jackson i Jannero Pagre, a més de l'aler serbi Peja Stojakovic, procedent dels Indiana Pacers.
Shinn i l'NBA van decidir romandre un any més a Oklahoma City, com que la zona danyada pel Katrina no s'havia recuperat totalment. Els Hornets van optar per mantenir la base d'operacions a Oklahoma City, però van prometre tornar a Nova Orleans en un futur no gaire llunyà, probablement el 2007.
En la temporada 2006-07, els Hornets van jugar 35 partits a Oklahoma City i sis a Nova Orleans. A causa de diverses lesions, l'equip va finalitzar amb un balanç de 39-43, una victòria més que l'any anterior. West va tornar a liderar a l'equip en anotació amb 18,3 punts per partit i Chandler amb 12,4 ho va fer en l'apartat rebotador.

#### 2007-2011: L'era de Chris Paul
En la temporada 2007-08, les coses van canviar rotundament per als Hornets. Van signar els agents lliures Morris Peterson i Melvin Ely, i van deixar anar Cedric Simmons. A més, van estendre el contracte del base Jannero Pagre i van seleccionar en primera ronda de Draft Julian Wright de la Universitat de Kansas.
Uns Hornets més sans que temporades anteriors van aconseguir un balanç de 29-12 a meitat de temporada. A 3 de febrer de 2008 comptaven amb el millor rècord de la Conferencia Oest, per la qual cosa Byron Scott immediatament es convertia en l'entrenador de l'Oest a l'All-Star Game de 2008 disputat precisament a Nova Orleans. Al costat de Scott, David West i Chris Paul van ser seleccionats, aquests com a jugadors reserves, i Stojakovic va participar en el Concurs de Triples. El 21 de febrer, els Hornets van traspassar el veterà base Bobby Jackson als Houston Rockets a canvi de Bonzi Wells i Mike James.
Els Hornets van acabar la temporada regular com a segons de conferència amb un rècord de 56-26, completant així la campanya més reeixida en la seva història i deixant enrere les 54 victòries obtingudes en la temporada 1996-97 sota el nom de Charlotte Hornets. A més van guanyar el seu primer títol de divisió, superant els San Antonio Spurs en la Divisió Sud-oest. El títol va ser obtingut després de guanyar els Los Angeles Clippers el 15 d'abril, en el penúltim partit de la temporada regular. En els playoffs es van enfrontar als Dallas Mavericks en la primera ronda, batent-los en cinc partits. En el seu debut en playoffs, Paul va esdevenir el primer jugador en la història de l'NBA a obtenir almenys 30 punts i 10 assistències en els seus primers dos partits de postemporada. Als Semifinals de Conferència (les primeres de la seva història) els rivals van ser els Spurs, avançant-se en la sèrie 2-0 però posteriorment perdent quatre dels següents cinc partits. Chris Paul va finalitzar segon en la votació del MVP de la temporada, només superat per Kobe Bryant, i Scott va ser nomenat Millor Entrenador de l'Any.
Per a la temporada 2008-09, els Hornets van canviar el logotip i l'uniforme, sis anys després del trasllat a Nova Orleans. La temporada va discórrer de manera més o menys semblant a l'anterior. Van acabar amb un global de 49-33, però aquesta vegada la seva carrera en els playoffs va acabar de manera ràpida, ja que els Denver Nuggets els van eliminar en la primera ronda en cinc partits.
Per a la següent temporada 2009-10, els dirigents dels Hornets van acomiadar l'entrenador Byron Scott quan portava un global de 3-6. Jeff Brown va esdevenir el nou entrenador interí, però els Hornets van acabar amb un global de 37-45, fora dels playoffs i amb rumors constants sobre una possible eixida de Chris Paul. A causa dels mals resultats, Jeff Brown va ser acomiadat i reemplaçat per Monty Williams. La següent temporada va ser millor i va acabar amb un 46-36 i classificats pels playoffs, d'on van ser eliminats en la primera ronda pels Los Angeles Lakers.

#### 2011-present: Era reconstrucció-Anthony Davis
Després del lockout de 2011 i amb el frustrat fitxatge de Chris Paul als Los Angeles Lakers, al desembre d'aquest mateix any, Chris Paul era traspassat als Los Angeles Clippers a canvi d'Eric Gordon, Chris Kaman i Al-Farouq Aminu, a més d'una primera ronda de Draft. Amb la marxa de Paul, els Hornets iniciaven una nova era que es preveia de reconstrucció a mitjà-llarg termini. La temporada 2011-12 va ser bastant mediocre, encara que ja s'intuïa que seria així. Van finalitzar amb un global de 21-45, últims de la Conferència Oest.
A l'abril de 2012, es va confirmar que Tom Benson, propietari dels New Orleans Saints (equip de futbol americà), va adquirir el club per 338 milions de dòlars.
Gràcies a la mediocre temporada, els Hornets van adquirir el prometedor Anthony Davis en la primera ronda de Draft. També van fitxar Ryan Anderson dels Orlando Magic a canvi de Gustavo Ayon. Així mateix, esperaven un bon futur amb prometedors jugadors com el propi Davis, Eric Gordon o el veneçolà Greivis Vasquez.
El gener de 2013 es va fer oficial el nou escut i l'equipament amb el nom remodelat de New Orleans Pelicans per a la temporada 2013-14, ja que el pelicà és l'animal més representatiu de l'estat de Louisiana. S'esperava una bona temporada amb els fitxatges de Jrue Holiday, provinent dels Philadelphia 76ers, i Tyreke Evans, provinent dels Sacramento Kings, conformant un prometedor quintet (Holiday, Gordon, Evans, Anderson, Davis), però les lesions de Holiday, Anderson, Gordon i altres jugadors importants, no les van permetre als Pelicans arribar a la post-temporada.

## Els diferents noms de la franquícia

### New Orleans Hornets (2002-2005)
A causa d'una escassa audiència al pavelló, els Hornets obtenen el permís el maig de 2002 de traslladar-se a Nova Orleans, on es converteixen en els New Orleans Hornets a partir de la temporada 2002/03. És la primera vegada en 23 anys que una franquícia de l'NBA correspon a Nova Orleans des dels New Orleans Jazz, ara a Utah.
Amb motiu de la realineació dels equips de l'NBA per a la temporada 2004/05, els Hornets passen de la Conferència Est a la Conferència Oest per a deixar el lloc al nou equip de l'NBA: els Charlotte Bobcats. El pas a la Conferència Oest, molt més competitiva, fa predir una temporada difícil per als Hornets, i acaba sent pitjor. Les lesions de Mashburn, Magloire i Davis deixen l'equip en el primer terç de la temporada amb el pitjor balanç de la història de la lliga. Malgrat la transferència de Baron Davis als Golden State Warriors (a canvi de Speedy Claxton), l'equip es recobra i evita la catàstrofe, gràcies a l'aparició del líder Dan Dickau i de Jr. Smith. Els Hornets acaben la temporada sobre un balanç de 18 victòries per a 63 derrotes, igualats amb la nova franquícia Charlotte Bobcats. Aquesta temporada segueix sent, no obstant això, la pitjor en la història de la franquícia.

### New Orleans/Oklahoma City Hornets (2005-2007)
Durant l'estiu del 2005, els Hornets, com que Nova Orleans ha estat destrossada per l'huracà Katrina, es traslladen a Oklahoma City fins que la ciutat estigui reconstruïda. Per tant, el club es reanomena: New Orleans/Oklahoma City Hornets. Amb l'elecció del draft del 2006 Chris Paul, un jove líder d'1,83 m, els Hornets fan una bona temporada. Però després de l'All Star Game 2006 s'enfonsen. A causa d'aquesta mala ratxa, els Hornets no es qualifiquen per als playoffs i acaben la temporada de l'NBA amb un balanç de 38 victòries per a 44 derrotes, no obstant això la seva progressió és enorme, guanyen en efecte 22 partits més que la temporada passada i s'afirmen com un equip que ha de supervisar-se en els pròxims anys, a causa dels interessants fitxatges durant l'estiu del 2006 (Bobby Jackson i Predrag Stojakovic).

### New Orleans Hornets (2007-2013)
El 2007 la franquícia es reinstal·la definitivament a Nova Orleans, després de dues temporades jugant a Oklahoma City (amb partits puntuals a Nova Orleans). Gràcies a la gran acollida que va tenir l'equip a Oklahoma City, el comissionat de l'NBA, David Stern, va anunciar que "si hi ha un futur draft d'expansió, Oklahoma City serà la candidata número 1 a tenir un equip NBA" (finalment, els Seattle SuperSonics van acabar traslladant-s'hi la temporada 2008-2009, adoptant el nom d'Oklahoma City Thunder). L'any 2008 l'All-Star Weekend de l'NBA es disputà a Nova Orleans.

### New Orleans Pelicans (2013-)
Al final de la temporada 2012-2013, la franquícia canvia el nom de Hornets per Pelicans i passa a dir-se New Orleans Pelicans.

## Pavellons
- New Orleans Arena a Nova Orleans (2002-2005)
- Ford Center a Oklahoma City (2005-2007)
- New Orleans Arena a Nova Orleans (2007-actualitat)